# Интеркосмос-19
«Интеркосмос-19» (заводское обозначение АУОС-З-И-ИК) — советский научно-исследовательский спутник, запущенный по программе «Интеркосмос» в период проведения совместных международных исследований магнитосферы (IMS — International Magnetosphere Study). Первый советский специализированный космический аппарат, полностью предназначенный для комплексных ионосферных исследований. Основной задачей полёта было построение профиля верхней ионосферы по заданию Госкомгидромета с применением импульсной системы зондирования. После исчерпания ресурсов зондирующей станции аппаратура спутника использовалась для научных программ ИЗМИРАН и Института прикладной геофизики, в ходе которых проводилось изучение процессов в приземной плазме, состава верхней атмосферы Земли, излучения ионосферы в оптическом диапазоне, солнечных космических лучей и солнечного излучения, ионосферно-магнитосферных связей.
«Интеркосмос-19» построен в КБ «Южное» на платформе АУОС-З. Запуск спутника произведён 27 февраля 1979 года с космодрома Плесецк ракетой-носителем «Космос-3М» на орбиту с апогеем 502 км, перигеем 996 км, наклонением 74° и периодом обращения 100 минут. При гарантийном сроке шесть месяцев «Интеркосмос-19» работал до 27 апреля 1982 года.

## Конструкция
«Интекосмос-19» был построен на платформе АУОС-З, разработанной в днепропетровском КБ «Южное» и служившей основой для создания различных научно-исследовательских спутников. Базовая конструкция платформы представляла собой герметичный корпус, в котором поддерживался постоянный тепловой режим и размещались аккумуляторные батареи и служебные системы спутника. Снаружи на корпусе были установлены восемь неориентированных панелей солнечных батарей общей площадью 12,5 м², раскрывающихся в полёте на угол 30° относительно корпуса, приборы и датчики бортовых систем и антенны радиотехнического комплекса. Для ориентации и стабилизации положения аппарата относительно местной вертикали выдвигалась штанга гравитационного стабилизатора. Ориентация и стабилизация по курсу обеспечивалась двухскоростным маховиком с электромагнитной разгрузкой. Единая телеметрическая система обеспечивала управление аппаратом и каналы приёма команд и оперативной передачи информации для научных приборов. Научная аппаратура размещалась в отсеке на верхней крышке корпуса, её датчики, приборы и антенны — снаружи на крышке корпуса и на раскрывающихся в полёте выносных штангах.

## Целевая аппаратура
Полная масса апапарата ~ 1000 кг, из них полезная нагрузка составляла 150 кг. Комплекс научной аппаратуры спутника был изготовлен международной кооперацией научных учреждений СССР, ВНР, ГДР, ПНР, ЧССР и включал следующий набор инструментов:
- Станция ионосферного зондирования ИС-338, работавшая на 338 фиксированных частотах в диапазоне 0,3—16 МГц[5] для измерения распределения электронной концентрации в верхней ионосфере.
- Анализатор низких частот для регистрации магнитной и электрической компонент электромагнитного поля в диапазоне 70 Гц — 20 кГц.
- Высокочастотный анализатор для регистрации электрической компоненты в диапазоне 0,1—10 МГц.
- Трёхчастотный когерентный радиопередатчик для исследования ионосферы методом распространения радиоволн.
- Комплекс приборов для измерения концентрации, температуры и энергетических спектров ионов и электронов.
- Масс-спектрометр — для измерения состава верхней ионосферы.
- Фотометр для измерения оптической эмиссии верхней атмосферы.
- Регистратор космической радиации для измерения потока заряженных частиц.
- Радиоспектрометр для исследования спектра радиоизлучения Солнца.

Результаты измерений передавались через единую телеметрическую систему спутника и принимались наземные пунктами в СССР, НРБ, ВНР, ГДР, ПНР и ЧССР.

## Научная программа
На спутнике «Интеркосмос-19» впервые в мире было проведено трансионосферное зондирование, при котором сигналы, излучаемые установленной на спутнике зондирующей станцией, принимались и записывались наземными пунктами, один из которых был расположен на ионосферной станции в Ростове-на-Дону, второй в Троицке, на территории ИЗМИРАН. Проводились также эксперименты по обратному трансионосферному зондированию, при которых зондирующий сигнал излучался наземной ионосферной станцией и принимался аппаратурой спутника. Методы трансионосферного зондирования в сочетании с внешним зондированием, использующим приём отражённых сигналов на борту космического аппарата, позволили получить дополнительный объём информации о распределении концентрации электронов в ионосфере и наличии в ней неоднородностей. По результатам исследований, проведённых на «Интеркосмосе-19», было создано 15 вариантов наземной аппаратуры для отработки методов космического зондирования ионосферы. Созданные комплексы были расставлены на ионосферных станциях в СССР и за рубежом. Изучение ионосферы методами спутникового зондирования было продолжено в 1987 году на спутнике «Космос-1809» и в 1998—1999 годах на орбитальной станции «Мир».
На основе данных внешнего зондирования ионосферы, полученных во время полёта «Интеркосмоса-19», было построено распределение параметров внешней ионосферы для разных часов местного времени, обнаружены новые структуры в ионосфере — низкоширотный провал ионизации и возникающий при развитии геомагнитной бури кольцевой ионосферный провал.
Кроме построения профилей ионосферы путём активного зондирования, на «Интеркосмосе-19» проводился большой объём экспериментов по изучению ионосферных низкочастотных волн. Проводились пространственно-разнесённые эксперименты по регистрации ОНЧ-излучений при совместных измерениях на спутниках «Интеркосмос-19» и «Интеркосмос-18». Установлено влияние геомагнитной активности на изменение условий распространения низкочастотных волн, по результатам регистрации низкочастотных шумов прослежены вариации границ ионосферного провала во время геомагнитной бури. В процессе проводимых измерений было обнаружено низкочастотное излучение на частотах от 240 Гц до 360 Гц, возникающее во время работы станции ИС-338. Было предположено, что наблюдались гармоники излучения ионов гелия, возбуждаемого на частотах, кратных частоте следования зондирующих импульсов (58,6 Гц) станции. Таким образом, на спутнике «Интеркосмос-19» был осуществлён один из первых активных космических экспериментов по волновому воздействию на ионосферу.
На «Интеркосмосе-19» проводилось изучение ионосферы в оптическом диапазоне, проведены наблюдения за распределением плотности и температуры заряженных частиц в различных широтах. В ходе проводимых измерений были обнаружены и локализованы ионосферные эффекты, возникающие при сильных землетрясениях, эти исследования были продолжены на аппаратах «Ореол-3», «Космос-1809» и «Интеркосмос-24».
Работа с «Интеркосмосом-19» прекращена в апреле 1982 года, спутник сошёл с орбиты и прекратил своё существование в сентябре 2002 года.

### Комментарии
1. ↑  Главный ионосферный провал — область пониженной концентрации электронов, наблюдающаяся на ночной стороне в субавроральной области[10].